# Mismatch-Reparatur-Defizienz-Syndrom
Das Mismatch-Reparatur-Defizienz-Syndrom (MMRCS; CMMRD) ist eine seltene angeborene Erkrankung mit stark erhöhtem Risiko einer Krebserkrankung bereits im Kindesalter. Hauptsächlich treten Hirntumore, Malignome der Blutbildung und des Verdauungstraktes auf wie Hereditäres non-polypöses kolorektales Karzinom.
Synonyme sind: CMMRD-Syndrom; CMMR-D-Syndrom, beide Akronym für englisch Constitutional mismatch repair deficiency syndrome; MMRCS, Akronym für englisch Mismatch Repair Cancer Syndrome; Turcot-Syndrom
Die Bezeichnung Turcot-Syndrom als Synonym ist irreführend, da das Turcot-Syndrom lediglich die Kombination von primärem Hirntumor und Kolorektalem Karzinom beschreibt. Die medizinische Datenbank Orphanet verweist stattdessen auf das klassische Lynch-Syndrom (Hereditäres non-polypöses kolorektales Karzinom).
Die Bezeichnung wurde im Jahre 2008 von den österreichischen Humangenetikerinnen Katharina Wimmer und Julia Etzel vorgeschlagen.

## Verbreitung
Die Häufigkeit wird mit unter 1 zu 1.000.000 angegeben, bislang wurde über etwa 250 Betroffene berichtet. Die Vererbung erfolgt autosomal-rezessiv.

## Ursache
Die Ursache liegt in einer genetischen Störung der DNA-Mismatch-Reparaturproteine mit biallelen Mutationen.
Je nach zugrunde liegender Mutation können folgende Typen unterschieden werden:
- Typ 1 MMRCS1, Synonyme: Childhood Cancer Syndrome; Brain Tumor-Polyposis Syndrome 1; BTPS1; BTP1 Syndrome; Turcot Syndrom, Mutationen im MLH1-Gen auf Chromosom 3 Genort p22.2[9] (Hetereozygote) Mutationen in diesem Gen finden sich auch beim Hereditärem non-polypösem kolorektalem Karzinom (Lynch-Syndrom) Typ 2 und beim Muir-Torre-Syndrom
- Typ 2 MMRCS2 mit Mutationen im MSH2-Gen auf Chromosom 2 an p21-p16.3[10] Mutationen in diesem Gen finden sich auch beim Hereditärem non-polypösem kolorektalem Karzinom (Lynch-Syndrom) Typ 1 und beim Muir-Torre-Syndrom
- Typ 3 MMRCS3 mit Mutationen im MSH6-Gen auf Chromosom 2 an p16.3[11] Mutationen in diesem Gen finden sich auch beim Hereditärem non-polypösem kolorektalem Karzinom (Lynch-Syndrom) Typ 5 und beim familiären Endometriumkarzinom
- Typ 4 MMRCS4 mit Mutationen im PMS2-Gen auf Chromosom 7 an p22.1[12] Mutationen in diesem Gen finden sich auch beim Hereditärem non-polypösem kolorektalem Karzinom (Lynch-Syndrom) Typ 4

## Klinische Erscheinungen
Klinische Kriterien sind:
- Krankheitsbeginn im Kindesalter
- Beginn oft mit Hautveränderungen wie Pigmentierungsstörungen (Café-au-lait-Flecken, Sommersprossen oder Neurofibromen)
- frühzeitiges Auftreten von Malignomen des Blutbildenden Systems, Hirntumore und gastrointestinale Karzinome

Seltener finden sich auch embryonale Tumoren.

## Diagnose
Die Diagnose ergibt sich aus der Kombination klinischer Befunde und kann durch humangenetische oder immunhistochemische Untersuchung gesichert werden. Das EU-Konsortium Care for CMMRD (C4CMMRD) hat im Jahre 2014 ein Punktesystem zur Erfassung dieses Krankheitsbildes vorgeschlagen.

## Differentialdiagnostik
Abzugrenzen ist in erster Linie die Neurofibromatose Typ 1.

## Therapie
Eine ursächliche Behandlung ist nicht bekannt, Immuntherapie, auch Dostarlimab scheinen mögliche erfolgversprechende Therapieoptionen zu sein. Ansonsten muss der jeweilige Tumor behandelt werden, siehe jeweils dort.